# 双子河镇
双子河镇是中华人民共和国黑龙江省伊春市友好区下辖的一个镇。
2016年，伊春市人民政府批准撤销双子河街道办事处，下辖地区由友好区直辖。2019年，伊春市人民政府批准恢复设立双子河街道办事处。2022年8月，黑龙江省民政厅批复同意撤销双子河街道设立双子河镇，镇人民政府驻爱山路23号。

## 行政区划
双子河镇下辖以下村级行政区划单位：
双子河社区和爱国村。